# Soumeylou Boubèye Maïga
Soumeylou Boubèye Maïga (n. 8 iunie 1954, Gao, Regiunea Gao, Mali – d. 21 martie 2022, Bamako, Bamako Capital District⁠(d), Mali) a fost un politician malian care a fost prim-ministru al statului Mali între 30 decembrie 2017 și 18 aprilie 2019. Liderul Alianței pentru Solidaritate din Mali, a ocupat anterior funcția de ministru al Afacerilor Externe sub președintele Amadou Toumani Touré, din 5 aprilie 2011 până la lovitura de stat din martie 2012. Ulterior a fost ministru al Apărării din 2013 până în 2014 și secretar general al președinției din 2016 până în 2017.

## Cariera politică
În calitate de prim-vicepreședinte al ADEMA-PASJ, Maïga s-a opus deciziei partidului de a sprijini cererea președintelui Amadou Toumani Touré pentru realegerea sa la alegerile prezidențiale din aprilie 2007, fiind în consecință exclus din partid.
Alături de alți câțiva miniștri, a fost arestat în timpul loviturii de stat, când soldații rebeli au luat cu asalt palatul prezidențial la 22 martie 2012. La 25 martie, el a început greva foamei, împreună cu alți 13 oficiali arestați, pentru a protesta față de detenția la care erau supuși.
După ce Ibrahim Boubacar Keïta a câștigat alegerile prezidențiale din 2013, Maïga a fost numit la guvernare în funcția de ministru al Apărării la 8 septembrie 2013. El a fost înlocuit de Ba N’Dao în urma înfrângerii armatei în fața rebelilor tuaregi din Kidal în mai 2014. Deși unii l-au acuzat de înfrângere, alții cred că a fost folosit ca țap ispășitor.
La 29 august 2016, a fost numit secretar general al președinției cu rang de ministru.
Maïga a fost numit prim-ministru la 30 decembrie 2017. El a demisionat la 18 aprilie 2019 în timpul protestelor publice în urma masacrului de la Ogossagou.
La 26 august 2021, Soumeylou Boubeye Maïga a fost plasat sub mandat de arestare, de către camera de acuzare a Curții Supreme din Mali, în cazul achiziționării unui avion prezidențial în timpul președinției lui Ibrahim Boubacar Keïta.